# КК Вулвси
КК Вулвси (енгл. BC Wolves) литвански је кошаркашки клуб из Вилњуса. Тренутно се такмичи у Кошаркашкој лиги Литваније и у Еврокупу.